# Цейшка, Франц
Франц Цейшка (нем. Franz Zeischka; 10 февраля 1869, Кляйн-Фюрвиц, ныне Врбичка в составе Вроутека, Чехия — 13 сентября 1909, Карлсбад) — немецкий и чешский дирижёр.
Окончил Мюнхенскую консерваторию как скрипач, работал концертмейстером в различных коллективах Германии и России. В 1895—1898 гг. второй дирижёр мюнхенского Оркестра Кайма.
В 1898—1906 гг. руководитель и главный дирижёр курортного оркестра в Теплице, был выбран по конкурсу из более чем 170 претендентов. Преобразовал его в Теплицкий городской оркестр, заложив основы дальнейшей успешной работы коллектива. В 1906—1909 гг. возглавлял Карлсбадский курортный оркестр, на этом посту также добился заметных успехов, держа местную публику в курсе музыкальных новинок (в частности, исполнил Вариации и фугу на тему Хиллера Макса Регера 26 января 1908 г., спустя три месяца после мировой премьеры).
Брат — Йозеф Цейшка (1880—1938), священник церкви Святого Мартина в Видхостице.